# Tartarocreagris
Tartarocreagris é um género de aracnídeos da família Neobisiidae.
Este género contém as seguintes espécies:
- Tartarocreagris texana